# Sixth form
În sistemele de învățământ din Anglia, Irlanda de Nord, Țara Galilor și alte țări din Commonwealth, Sixth form (forma a șasea) reprezintă cei doi ani de învățământ academic postliceal (după absolvirea GCSE⁠(d)), unde studenții (cu vârste între 16 și 17 ani împliniți până la 31 august în anul anterior) se pregătesc pentru examenele A-level⁠(d) (sau echivalente). În Anglia, Țara Galilor și Irlanda de Nord, termenul Key Stage 5 are același sens. Se referă doar la învățământul academic de după 16 ani, nu și la învățământul profesional.
În Anglia și Țara Galilor, Sixth form se referă așadar la clasele a XII-a și a XIII-lea numite Lower Sixth și, respectiv Upper Sixth în multe școli.